# Капіс (дід Енея)
Капіс (грец. Κάπυς) — дарданський герой, син Ассарака, батько Анхіса, дід Енея. Засновник та епонім міста Капуя в Кампанії (варіант: міста Капій в Аркадії).